# Sinonatrix annularis
Espèce
Synonymes
- Tropidonotus annularis Hallowell, 1856
- Tropidonotus chinensis Jan, 1859
- Tropidonotus semifasciatus Berthold, 1859
- Tropidonotus habereri Werner, 1903

Sinonatrix annularis est une espèce de serpents de la famille des Natricidae. 

## Répartition
Cette espèce se rencontre :
- à Taïwan ;
- en République populaire de Chine dans les provinces du Fujian, du Jiangxi, du Zhejiang, d'Anhui et du Jiangsu.

## Description
L'holotype de Sinonatrix annularis mesure 78 cm dont 8 cm pour la queue.
C'est un serpent vivipare.

## Publication originale
- Hallowell, 1856 : Notes on Reptilia in the collection of the Museum of the Academy of Natural Sciences. Proceedings of the Academy of Natural Sciences of Philadelphia, vol. 8, p. 146-153 (texte intégral).